# Paragymnopleurus sinuatus
Paragymnopleurus sinuatus är en skalbaggsart som beskrevs av Olivier 1789. Paragymnopleurus sinuatus ingår i släktet Paragymnopleurus och familjen bladhorningar.

## Underarter
Arten delas in i följande underarter:
- P. s. abax
- P. s. productus
- P. s. szechouanicus
- P. s. assamensis

## Bildgalleri

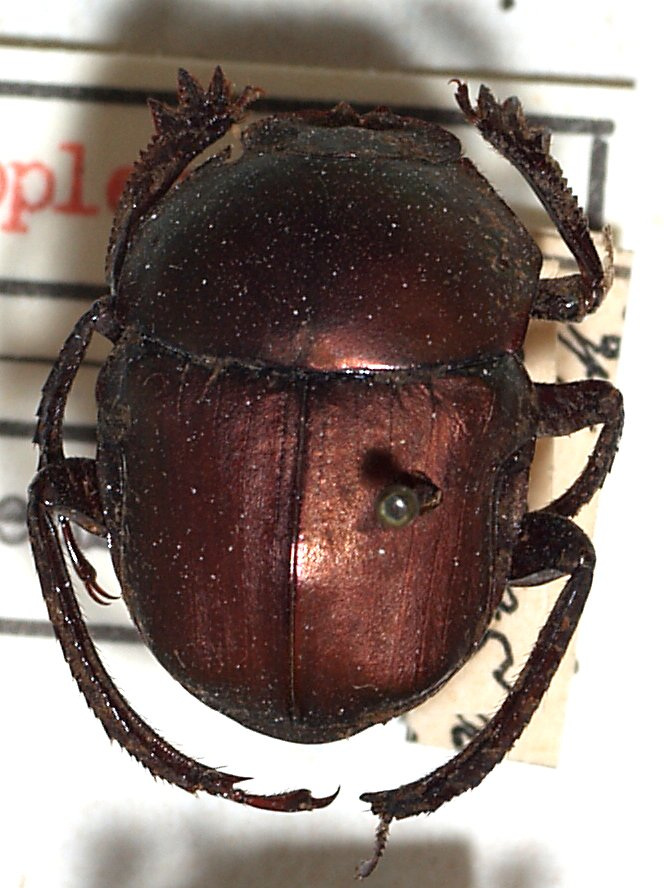
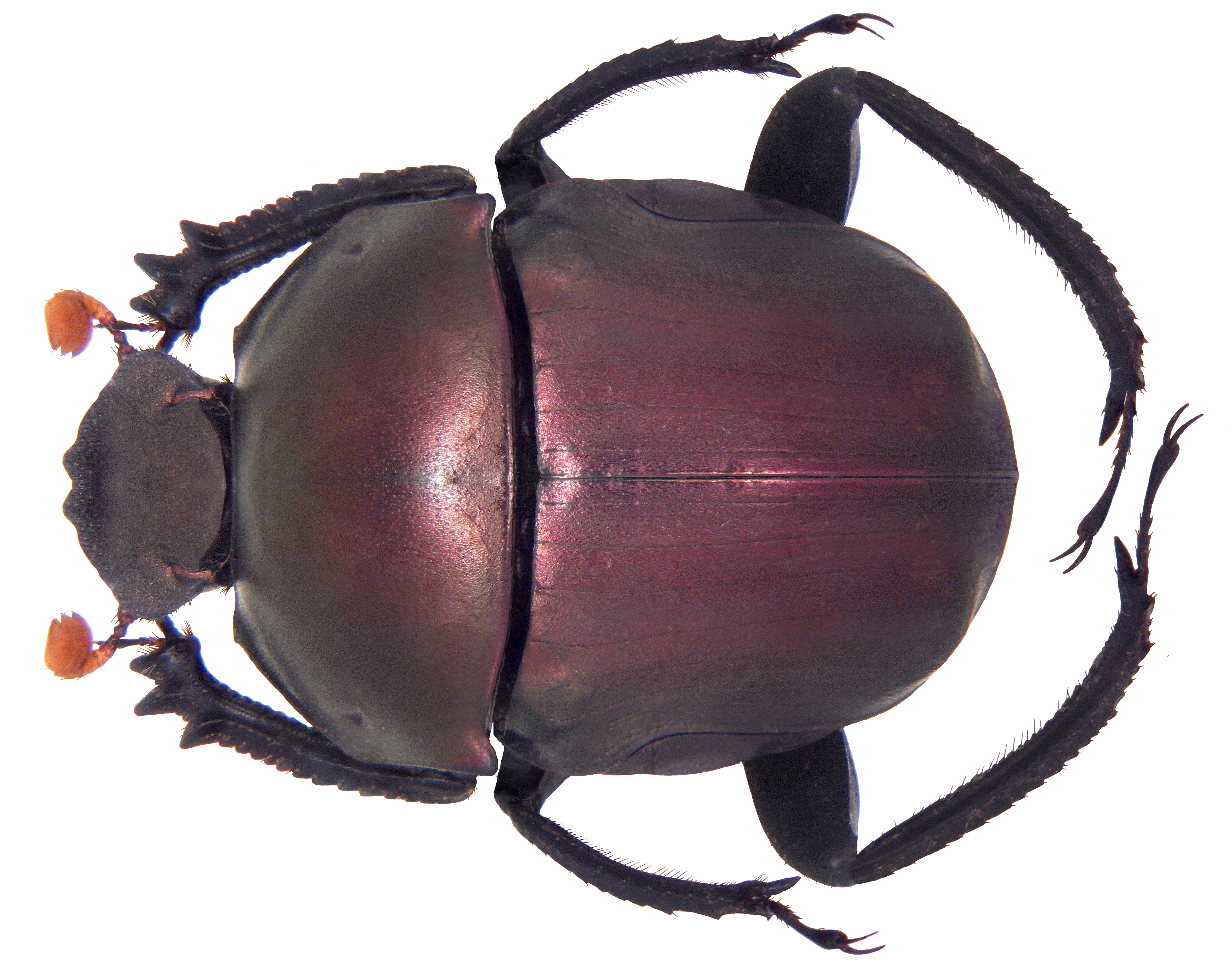